# Organisationen til Oplysning om Atomkraft
Die Organisationen til Oplysning om Atomkraft (OOA), (deutsch „Organisation zur Aufklärung über die Atomkraft“) war eine Organisation gegen die Einführung von ziviler Nutzung von Kernenergie in Dänemark.

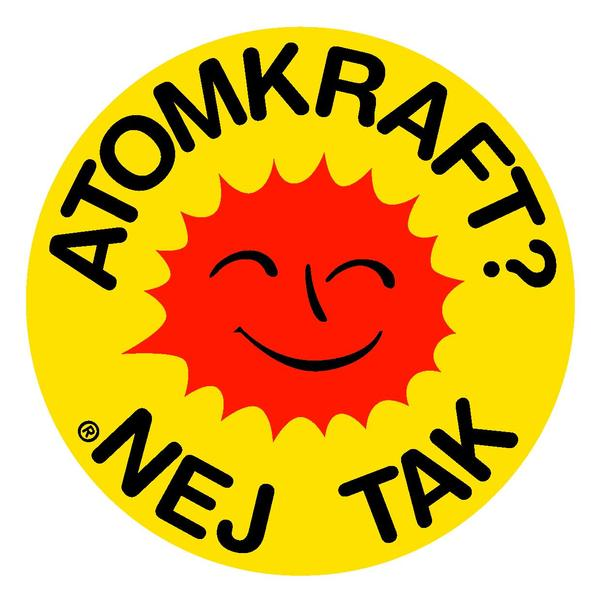
Die lachende Sonne in der dänischen Originalversion

Gegründet wurde die OOA 1974, als im Zuge der Energiekrise in den 1970er Jahren auch in Dänemark diskutiert wurde, Kernkraftwerke zu bauen. Ziel der OOA war es, dies zu verhindern. Als international besonders erfolgreich erwies sich dabei das von ihr entwickelte Motiv einer lachenden Sonne mit dem Slogan Atomkraft – Nein Danke, die auch in der deutschen Anti-Atombewegung sehr große Verbreitung fand. Ihre Ziele erreichte sie 29. März 1985, als ein dementsprechender Beschluss im dänischen Parlament, dem Folketing, gefasst wurde. Danach konzentrierten sich die Aktionen der OOA gegen das 20 km von der dänischen Hauptstadt Kopenhagen entfernt liegende Kernkraftwerk Barsebäck in Schweden. 1999 wurde der erste der beiden Blöcke dieses Kraftwerks heruntergefahren, 2005 folgte der zweite.
Am 31. Mai 2000 löste sich die OOA nach 26 Jahren auf.
Seit Februar 2021 gibt es ein OOA Online Museum.